# FC Tskhoumi Sukhoumi
Maillots
Le Football Club Tskhumi Soukhoumi (en géorgien : საფეხბურთო კლუბი ცხუმი სოხუმი), plus couramment abrégé en Tskhumi Soukhoumi, est un club géorgien de football fondé en 1990 et basé dans la ville de Soukhoumi.

## Histoire
Le club dispute la première édition du Championnat de Géorgie en 1990 et termine à la septième place ; il termine aussi cette année-là finaliste de la Coupe de Géorgie, perdant en finale contre le FC Guria Lanchkhuti.
Le FC Tskhumi Sukhumi termine sixième du championnat en 1991. L'année suivante, le club termine deuxième du championnat et perd une nouvelle fois en finale de la Coupe, cette fois-ci contre le FC Dinamo Tbilissi. La dernière apparition du club en première division a lieu lors de la saison 1993 qui se termine par une 17e place..

## Palmarès
| Compétitions nationales                                                                                   |
| --- |
| - Championnat de Géorgie : - Vice-champion : 1991-92. - Coupe de Géorgie : - Finaliste : 1990 et 1991-92. |

## Personnalités du club

### Présidents du club
- Giorgi Zaria

### Entraîneurs du club
- Giga Norikadze (1990 - 1991)
- Nugzar Bojgua (1991 - 1993)
- Irakli Vasadze (2013 - 2016)
- Levan Jobava (2016 - 2017)
- Irakli Vasadze (2017 - 29 avril 2017)
- Giorgi Peikrishvili (2017 - 2018)
- Irakli Vasadze (2018 - 18 mai 2018)
- Aleksander Kikacheishvili (mai 2018 - ?)
- Nugzar Bojgua